# Wiktor Moskalenko
Wiktor Moskalenko, ukr. Вiктор Москаленко (ur. 12 kwietnia 1960 w Odessie) – ukraiński szachista i trener szachowy, reprezentant Hiszpanii od 2012, arcymistrz od 1992 roku.

## Kariera szachowa
W latach 80. i 90. XX wieku należał do czołówki ukraińskich szachistów. Wielokrotnie startował w finałach indywidualnych mistrzostw Ukrainy, największy sukces odnosząc w 1987 r. w Mikołajowie, gdzie zdobył tytuł mistrza kraju.
Sukcesy na arenie międzynarodowej zaczął odnosić pod koniec lat 80. W 1988 r. zwyciężył w otwartym turnieju w Budapeszcie oraz podzielił II m. (za Grigorijem Kajdanowem, z Wasilijem Iwanczukiem i Władimirem Małaniukiem) we Lwowie, natomiast w 1989 r. triumfował w kolejnym openie rozegranym w St. Ingbert oraz podzielił II m. w Groningen (za Aleksandrem Chalifmanem, z m.in. Anthony Milesem). W Kolejnych latach odniósł wiele sukcesów, m.in. w:
- Val Thorens (1990, I m.),
- Metz (1992, dz. I m.),
- Paryżu (1992, otwarte mistrzostwa miasta, I m.),
- Fuerteventurze (1992, I m.),
- Budapeszcie (1994, dz. II m. za Walerijem Łoginowem, z m.in. Jozsefem Horvathem, Zoltanem Vargą i Đào Thiên Hải),
- Nojabrsku (1995, dz. II m. za Konstantinem Landą, z Wiktorem Komliakowem i Aleksandrem Stripunskim),
- Moskwie (1996, I m.),
- Paretanie (1999, dz. I m. z Davidem Garcią Ilundainem),
- Sitges (trzykrotnie I m. 2000, 2004, 2006; 2007. dz. I m. z Władimirem Burmakinem i Zbigniewem Paklezą),
- Badalonie (dwukrotnie I m. 2000, 2002; 2003, dz. I m. z Ivanem Ivaniseviciem; 2005, dz. I m. z Josepem Manuelem Lopezem Martinezem),
- Maladze (2000, dz. II m. za Jewgienijem Glejzerowem, z Atanasem Kolewem, Pią Cramling i Eduardasem Rozentalisem),
- Barcelonie (2001, dz. I m. z Azerem Mirzojewem; 2007, I m.),
- Montcada i Reixac (trzykrotnie I m. 2001, 2002, 2003),
- Barberà del Vallès (2002, I m.; 2003, dz. I m. z George-Gabrielem Grigore),
- Salou (2004, dz. I m. z Arturem Koganem),
- La Pobla de Lillet (2005, dz. I m. z Karenem Movsziszianem),
- Sabadell (2007, dz. I m. z Fernando Peraltą; 2008, I m.).

Pomiędzy 1992 a 1994 r. współpracował z Wasilijem Iwanczukiem. Od 2000 r. mieszka wraz z rodziną w Barcelonie i występuje prawie wyłącznie w turniejach rozgrywanych na terenie Hiszpanii, w wielu z nich zwyciężając. W 2007 r. wydał książkę poświęconą gambitowi budapeszteńskiemu (ang. The Fabulous Budapest Gambit, New In Chess 2007, ISBN 978-90-5691-224-6).
Najwyższy ranking w dotychczasowej karierze osiągnął 1 października 2007 r., z wynikiem 2575 punktów zajmował wówczas 22. miejsce wśród ukraińskich szachistów.